# Frida Kahlo
(Frida Kahlo, Time Magazine, "Mexican Autobiography", 27 aprile 1953)
Magdalena Carmen Frida Kahlo y Calderón nota come Frida Kahlo (Città del Messico, 6 luglio 1907 – Città del Messico, 13 luglio 1954) è stata una pittrice messicana.

## Biografia

### Infanzia e primi anni

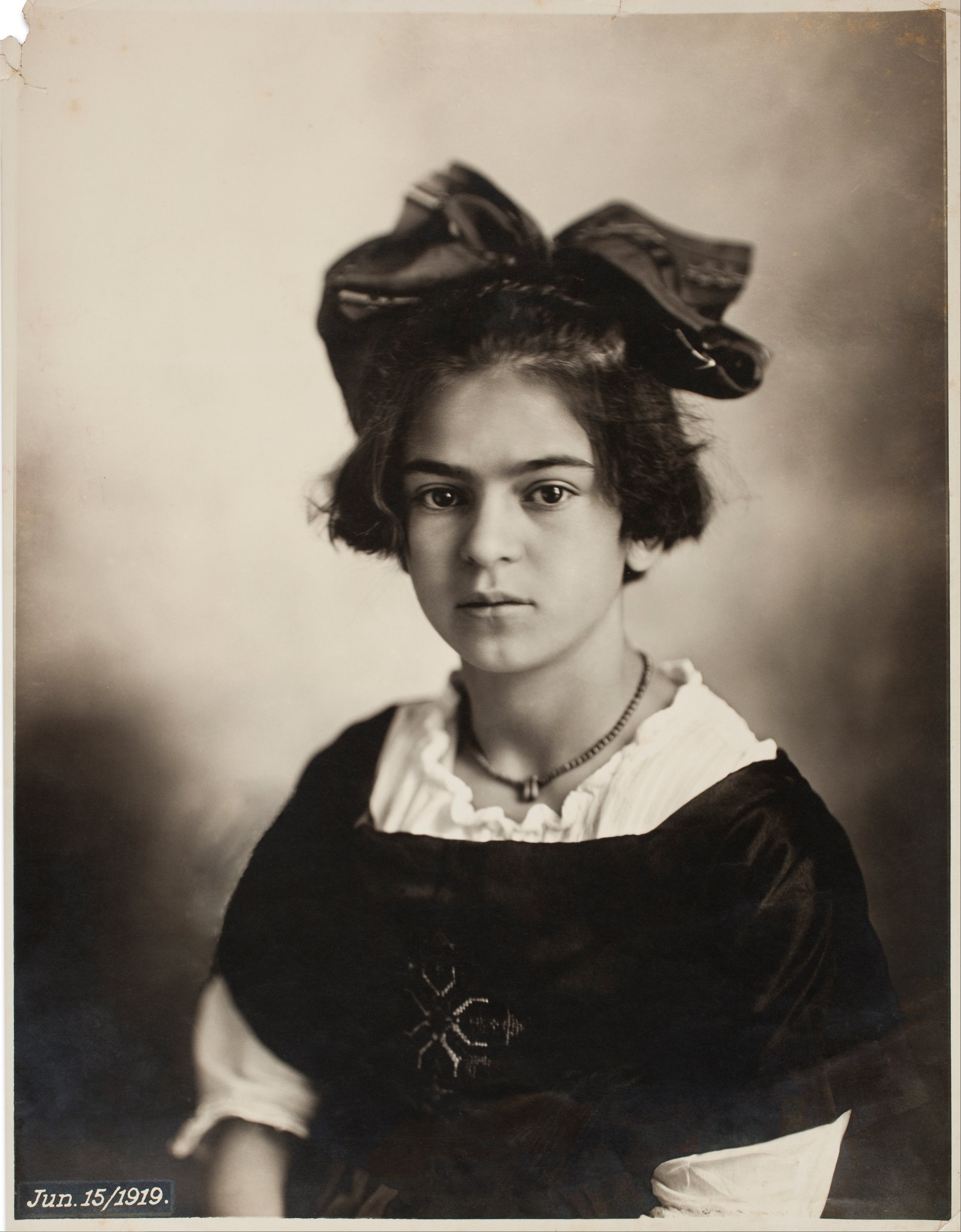
Frida Kahlo il 15 giugno 1919, all'età di 11 anni, ritratta in una fotografia scattata dal padre Guillermo.

Frida Kahlo nacque il 6 luglio 1907 a Coyoacán, un villaggio ubicato nella periferia di Città del Messico (oggi una delle delegazioni della capitale), figlia di Guillermo Kahlo Kaufmann (nato Carl Wilhelm Kahlo; 1871-1941), un fotografo tedesco nato a Pforzheim (nell'odierno Baden-Württemberg) da Jakob Wilhelm Kahlo, gioielliere, e Henriette Kaufmann, emigrato in Messico nel 1891. Sua madre era invece Matilde Calderón y González (1876-1932), una benestante messicana di origini spagnole e amerinde. Frida fu una pittrice dalla vita travagliata. Le piaceva dire di essere nata nel 1910, poiché si sentiva profondamente figlia della rivoluzione messicana di quell'anno, e perciò del Messico moderno. Affetta da spina bifida, che i genitori e le persone intorno a lei scambiarono per poliomielite (ne era affetta anche sua sorella minore), fin dall'adolescenza manifestò una personalità molto forte, unita a un singolare talento artistico e aveva uno spirito indipendente e passionale, riluttante verso ogni convenzione sociale.

### Giovinezza e formazione
Studiò inizialmente al Collegio Alemán, una scuola tedesca, e nel 1922, aspirando a diventare medico, s'iscrisse alla Escuela Nacional preparatoria. Qui si legò ai "Los Cachuchas", un gruppo di studenti con un berretto come segno distintivo, sostenitori del socialismo nazionale, e incominciò a dipingere per divertimento i ritratti dei compagni di studio. Il gruppo ammirava il rivoluzionario José Vasconcelos e si occupava in particolare di letteratura; molte attenzioni erano riservate soprattutto ad Alejandro Gómez Arias, studente di diritto e giornalista, capo spirituale e ispiratore dei Cachuchas e di cui Frida si innamorò.

### L'incidente
Il 17 settembre 1925, all'età di 18 anni, all'uscita di scuola salì su un autobus con Alejandro per tornare a casa. A causa di uno scontro con un tram, l'autobus su cui viaggiava finì schiacciato contro un muro. Le conseguenze dell'incidente furono gravissime per Frida: la colonna vertebrale le si spezzò in tre punti nella regione lombare; si frantumò il collo del femore e le costole; la gamba sinistra riportò 11 fratture e il passamano dell'autobus le trafisse l'anca sinistra; il piede destro rimase slogato e schiacciato; la spalla sinistra restò lussata e l'osso pelvico spezzato in tre punti. Subì 32 operazioni chirurgiche. Dimessa dall'ospedale, fu costretta ad un riposo forzato nel letto di casa, col busto gessato. 
Questa situazione la spinse a leggere libri sul movimento comunista e a dipingere. Il suo primo lavoro fu un autoritratto, che donò al ragazzo di cui era innamorata. Da ciò la scelta dei genitori di regalarle un letto a baldacchino con uno specchio sul soffitto, in modo che potesse vedersi, e dei colori. Incominciò così la serie di autoritratti. "Dipingo me stessa perché passo molto tempo da sola e sono il soggetto che conosco meglio" affermò. Dopo che le fu rimosso il gesso riuscì a camminare, con dolori che sopportò per tutta la vita.

### Gli inizi
Fatta dell'arte la sua ragion d'essere, per contribuire finanziariamente alla sua famiglia, un giorno decise di sottoporre i suoi dipinti a Diego Rivera, illustre pittore dell'epoca, per avere una sua critica.

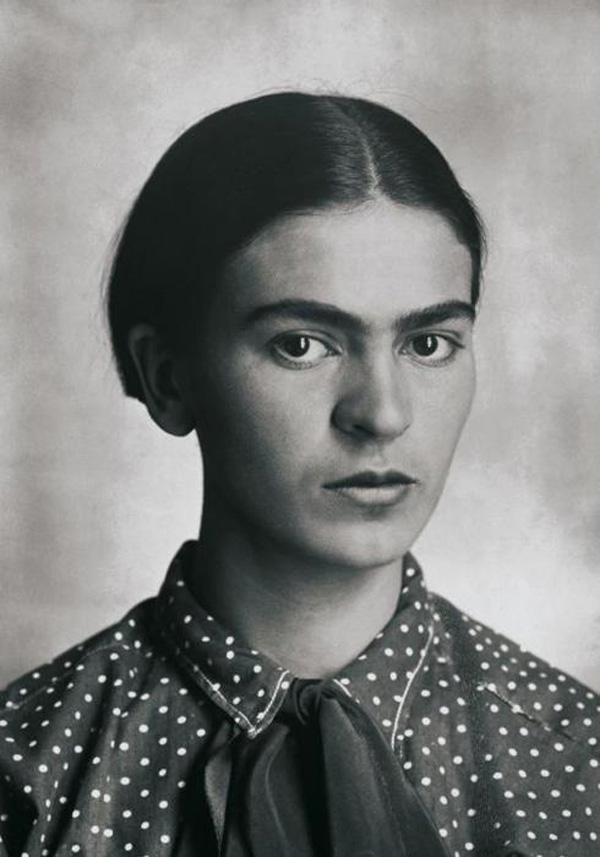
Frida Kahlo nel 1926.

Rivera rimase assai colpito dallo stile moderno di Frida, tanto che la prese sotto la propria ala e la inserì nella scena politica e culturale messicana. Divenne un'attivista del Partito Comunista Messicano a cui si iscrisse nel 1928. Partecipò a numerose manifestazioni e nel frattempo si innamorò di Diego Rivera. Nel 1929 lo sposò (lui era al terzo matrimonio), pur sapendo dei continui tradimenti a cui sarebbe andata incontro. Conseguentemente alle sofferenze sentimentali ebbe anche lei numerosi rapporti extraconiugali, comprese varie esperienze omosessuali.
In quegli anni al marito Diego furono commissionati alcuni lavori negli USA, come il muro all'interno del Rockefeller Center di New York, e gli affreschi per la Esposizione universale di Chicago. A seguito dello scalpore suscitato dall'affresco nel Rockefeller Center, in cui un operaio aveva il volto di Lenin, gli furono revocate tali commissioni. Nello stesso periodo del soggiorno a New York, Frida si accorse di essere rimasta incinta, per poi avere un aborto spontaneo a causa del suo fisico rimasto marchiato per sempre dall'incidente: ciò la scosse molto e decise di tornare in Messico col marito. 
I due decisero di vivere in due case separate, collegate da un ponte, in modo da avere ognuno i propri spazi "da artista". Nel 1939 divorziarono a causa del tradimento di Rivera con Cristina Kahlo, la sorella di Frida.

### Il successo
Diego tornò da Frida un anno dopo: malgrado i tradimenti disse che non aveva smesso di amarla. Le fece una nuova proposta di matrimonio che lei accettò con riserve, in quanto era rimasta pesantemente delusa dall'infedeltà del marito. Si risposarono nel 1940 a San Francisco. Da lui aveva assimilato uno stile naïf, che la portò a dipingere piccoli autoritratti ispirati all'arte popolare e alle tradizioni precolombiane. La sua intenzione era, ricorrendo a soggetti tratti dalle civiltà native, di affermare la propria identità messicana. Identità messicana evidente anche nel suo modo di vestire. Infatti, Frida si ispirava al costume delle donne di Tehuantepec, un comune di Oaxaca, che ha una reputazione di "società matriarcale". Le donne comandano i mercati locali e sono famose per deridere gli uomini. Probabilmente questo è stato uno degli aspetti che ha catturato maggiormente la sua attenzione.

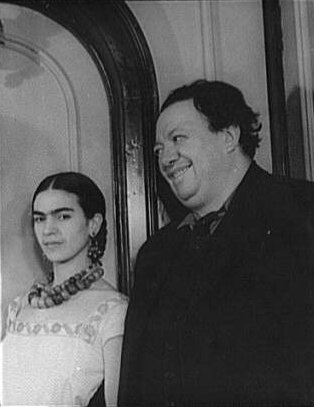
Frida Kahlo con il marito Diego Rivera nel 1932, foto di Carl Van Vechten.

Il suo dispiacere maggiore fu quello di non aver avuto figli. La sua appassionata (e all'epoca discussa) storia d'amore con Rivera è raccontata in un suo diario. Ebbe numerosi amanti, di ambo i sessi, con nomi che nemmeno all'epoca potevano passare inosservati: il rivoluzionario russo Lev Trockij e il poeta André Breton, fra i tanti altri e altre. Fu amica e probabilmente amante di Tina Modotti, militante comunista e fotografa nel Messico degli anni Venti. Molto probabilmente esercitarono un certo fascino su Frida Kahlo anche la russa Aleksandra Kollontaj (1872-1952), che visse in Messico dal 1925 al 1926 come ambasciatrice di Mosca, la ballerina, coreografa e pittrice Rosa Rolando (1897-1962) e la cantante messicana Chavela Vargas (1919-2012). In Messico, durante il periodo post-rivoluzionario, le donne della generazione di Frida Kahlo arrivavano all'emancipazione principalmente per il tramite della politica; probabilmente anche per la stessa ragione la pittrice si iscrisse al Partito Comunista Messicano. Inoltre, come Sarah M. Lowe afferma, “il partito presentava anche un'altra attrattiva: la presenza e la militanza di numerose donne dinamiche la cui indipendenza e autodeterminazione possono aver incoraggiato la pittrice a unirsi a loro”.
Nel 1953 Frida Kahlo fu tra i firmatari (con Bertolt Brecht, Dashiell Hammett, Pablo Picasso, Diego Rivera, Jean Paul Sartre, Simone de Beauvoir e papa Pio XII) della richiesta di grazia per i coniugi Rosenberg, comunisti statunitensi condannati a morte e poi giustiziati a New York per presunto spionaggio a favore dell'URSS.

## Morte
Ad agosto 1953, per un'infezione esitata in gangrena, le fu amputata la gamba destra. Morì di embolia polmonare a 47 anni il 13 di luglio del 1954.
Come secondo la sua volontà, venne cremata in seguito a un rito rigorosamente ateo, e le sue ceneri sono conservate nella sua Casa Azul, oggi sede del Museo Frida Kahlo. Le ultime parole che scrisse nel diario furono: "Spero che l'uscita sia gioiosa e spero di non tornare mai più."

## Caratteristiche artistiche

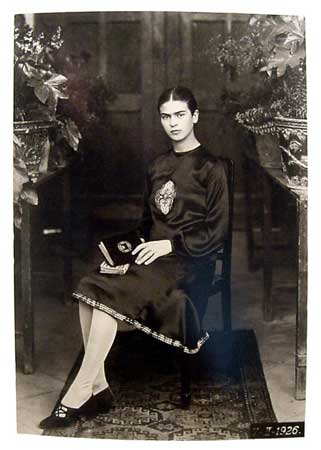
Frida nel 1926.

Il regalo del letto a baldacchino e l'installazione dello specchio, durante la sua prolungata immobilità, ebbero inizialmente per Frida un effetto sconvolgente e la portarono al ricorrente tema dell'autoritratto. Il primo che dipinse fu per il suo amore adolescenziale, Alejandro. Nei suoi ritratti raffigurò molto spesso gli aspetti drammatici della sua vita, il più importante dei quali fu senza dubbio l'incidente del 1925.
Il rapporto ossessivo con il suo corpo martoriato caratterizza uno degli aspetti fondamentali della sua arte. Allo stesso tempo coglie l'occasione di difendere il suo popolo attraverso la sua arte facendovi confluire il folclore messicano.
Sotto questo aspetto, forte ma allo stesso tempo sfumato di humour, risulta nei suoi quadri l'impatto di elementi fantastici accostati a oggetti in apparenza incongruenti. Si tratta di quadri di piccole dimensioni (Frida predilige il formato 30x37 cm) dove si autoritrae con una colonna romana fratturata a ricordo della sua spina dorsale e circondata dalle numerose scimmie che cura come figlie nella sua casa. Tre importanti esposizioni le furono dedicate nel 1938 a New York, l'anno successivo a Parigi e nel 1953, un anno prima della morte, a Città del Messico.

## Il rapporto con il surrealismo femminile
Dal 1938 l'attività pittorica s'intensifica: i suoi dipinti non si limitano più alla semplice descrizione degli incidenti della sua vita, parlano del suo stato interiore e del suo modo di percepire la relazione con il pianeta e quasi tutti includono tra i soggetti un bambino, sua personificazione. Per un breve periodo nelle sue opere gli elementi della tradizione messicana classica si uniscono a quelli della produzione surrealista.

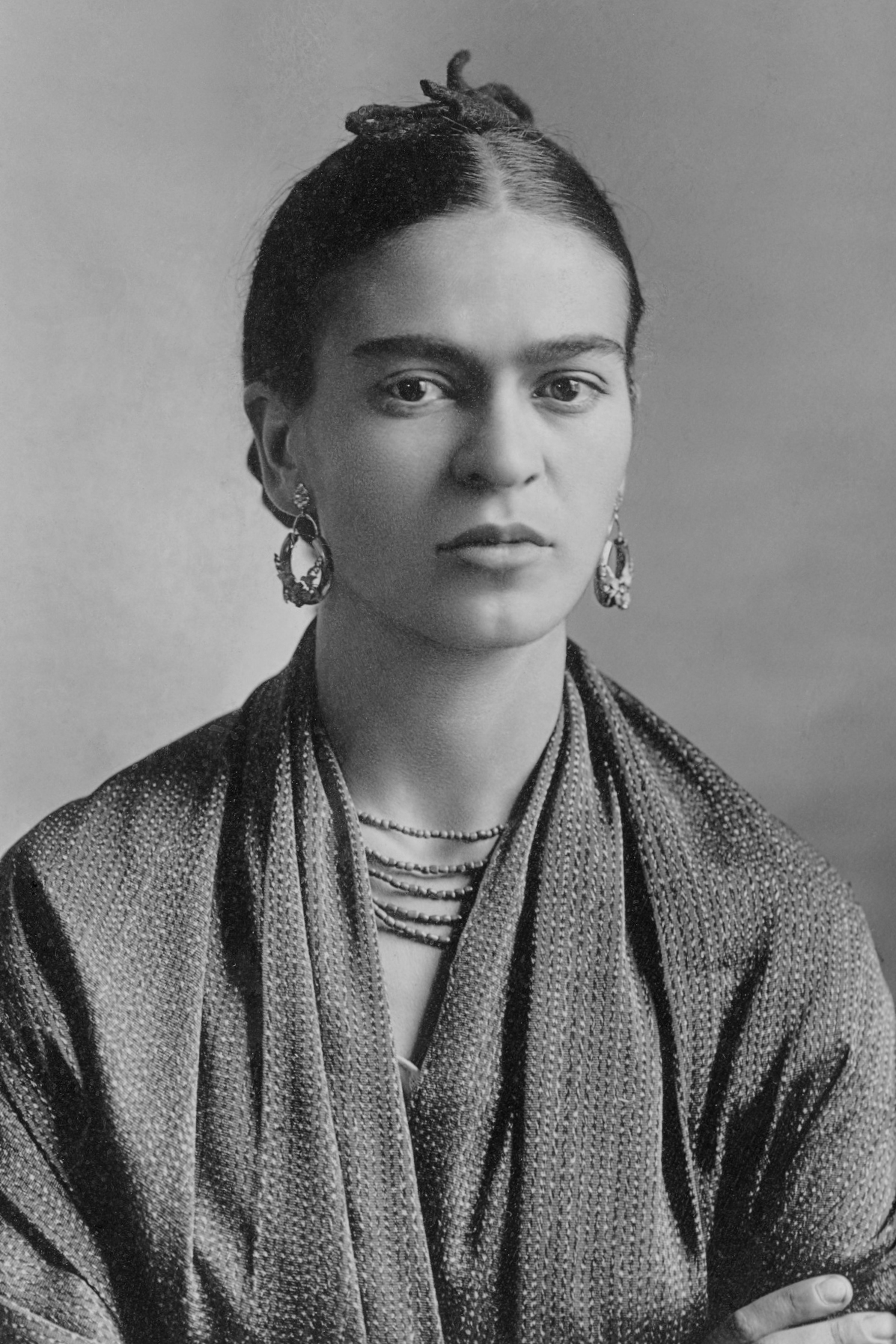
Frida Kahlo (1932).

Nel 1938 il poeta e saggista surrealista André Breton vide per la prima volta il suo lavoro: ne rimase talmente colpito da proporle una mostra a Parigi e proclamò che Frida fosse "una surrealista creatasi con le proprie mani". Nel 1939, su invito di André Breton, si recò a Parigi, dove le sue opere vennero presentate in una mostra a lei dedicata. Nella stessa città Frida frequenta i surrealisti facendosi scortare nei caffè degli artisti e nei night club; tuttavia trovò la città decadente. Sapeva che l'etichetta surrealista le avrebbe portato l'approvazione dei critici, ma allo stesso tempo le piaceva l'idea di essere considerata un'artista originale. Quello che può essere considerato il suo lavoro più surrealista è il quadro Ciò che l'acqua mi ha dato: immagini di paura, sessualità, memoria e dolore galleggiano nell'acqua di una vasca da bagno, dalla quale affiorano le gambe dell'artista.
In quest'opera così enigmatica sono chiari i riferimenti a Salvador Dalí, soprattutto per l'insistenza sui dettagli minuti. Estremamente surreale è anche il suo diario personale, incominciato nel 1944 e tenuto fino alla morte, una sorta di monologo interiore scandito da immagini e parole. Per molte immagini il punto di partenza era una macchia di inchiostro o una linea, come se usasse la tecnica dell'automatismo per verificare le sue nevrosi.
In ogni caso, nonostante l'accento posto sul dolore, sull'erotismo represso e sull'uso di figure ibride, la visione di Frida era ben lontana da quella surrealista: la sua immaginazione non era un modo per uscire dalla logica e immergersi nel subconscio, ma piuttosto il prodotto della sua vita che lei cercava di rendere accessibile attraverso un simbolismo. La sua idea di surrealismo era giocosa, diceva che esso "è la magica sorpresa di trovare un leone nell'armadio, dove eri sicuro di trovare le camicie". Anni dopo Frida negherà violentemente di aver preso parte al movimento.

## Opere
- Autoritratto (1926)
- Autoritratto con vestito di velluto (1927)
- Ritratto di Alicia Galant (1927) - Museo Dolores Olmedo Patiño, Città del Messico
- Ritratto di Miguel N. Lira (1927) - Instituto Tlaxcalteca de Cultura, Tlaxcala
- L'autobus (1929) - Museo Dolores Olmedo Patiño, Città del Messico
- Autoritratto (1930)
- Autorretratto con mono (autoritratto con scimmia) (1930) - Albright-Knox Art Gallery, Buffalo (New York)
- Frida e Diego (1931) - San Francisco Museum of Modern Art, San Francisco
- Ritratto di Eva Frederick (1931) - Museo Dolores Olmedo Patiño, Città del Messico
- Ritratto di Luther Burbank (1931) - Museo Dolores Olmedo Patiño, Città del Messico
- Ospedale Henry Ford (o Il letto volante) (1932) - Museo Dolores Olmedo Patiño, Città del Messico
- Autoritratto al confine tra Messico e Stati Uniti (metà del 1932)
- La mia nascita (1932)
- Il mio vestito è appeso là (o New York) (1933)
- Qualche piccola punzecchiatura (1935) - Museo Dolores Olmedo Patiño, Città del Messico
- I miei nonni, i miei genitori e io (1936)
- Autoritratto dedicato a Lev Trockij (1934) - National Museum of Women in the Arts, Washington D.C.
- Frida e l'aborto (1936) - Museo Dolores Olmedo Patiño, Città del Messico
- Il piccolo defunto Dimas Rosas all'età di tre anni (1937) - Museo Dolores Olmedo Patiño, Città del Messico
- La mia balia e io (1937) - Museo Dolores Olmedo Patiño, Città del Messico
- Ricordo (1937)
- Ciò che ho visto nell'acqua e ciò che l'acqua mi ha dato (1938)
- I frutti del cuore (1938)
- La cornice (1938)
- Il cane itzcuintli con me (1938)
- Quattro abitanti del Messico (1938)
- Due Nudi nella Giungla (La Terra Madre) (1939) - Collezione Privata
- Il suicidio di Dorothy Hale (1939) - Phoenix Art Museum, Phoenix
- Le due Frida (1939) - Museo de Arte Moderno, Città del Messico
- Autoritratto con collana di spine (1940)
- Autoritratto con i capelli tagliati (1940) - Museum of Modern Art, New York
- Autoritratto con scimmia (1940)
- Autoritratto per il Dr. Eloesser (1940)
- Il sogno (o Il letto) (1940)
- Cesto di fiori (1941)
- Io con i miei pappagalli (1941)
- Autoritratto con scimmia e pappagallo (1942)
- Autoritratto con scimmie (1943)
- La novella sposa che si spaventa all'aprirsi della vita (1943)
- Retablo (1943 circa)
- Ritratto come una Tehuana (o Diego nel mio pensiero) (1943)
- Pensando alla morte (1943) - Museo Dolores Olmedo Patiño, Città del Messico
- Radici (1943) - Collezione privata
- Diego e Frida 1929-1944 (1944)
- Fantasia (1944) - Museo Dolores Olmedo Patiño, Città del Messico
- Il fiore della vita (1944) - Museo Dolores Olmedo Patiño, Città del Messico
- La colonna spezzata (1944) - Museo Dolores Olmedo Patiño, Città del Messico
- Ritratto di Donna Rosita Morillo (1944) - Museo Dolores Olmedo Patiño, Città del Messico
- Il pulcino (1945) - Museo Dolores Olmedo Patiño, Città del Messico
- La maschera (1945) - Museo Dolores Olmedo Patiño, Città del Messico
- Mosè (o Il nucleo solare) (1945)
- Ritratto con scimmia (1945) - Museo Dolores Olmedo Patiño, Città del Messico
- Senza speranza (1945) - Museo Dolores Olmedo Patiño, Città del Messico
- Il piccolo cervo (1946)
- Autoritratto con i capelli sciolti (1947)
- Albero della speranza mantieniti saldo (1946)
- Il sole e la vita (1947)
- Autoritratto (1948)
- Diego e io (1949) - Collezione privata
- L'abbraccio amorevole dell'universo, la terra, Diego, io e il signor Xolotl (1949)
- Autoritratto con ritratto del Dr. Farill (1951)
- Ritratto di mio padre (1951) - Museo de Frida Kahlo, Città del Messico
- Perché voglio i piedi se ho le ali per volare (1953) - Museo de Frida Kahlo, Città del Messico
- Autoritratto con Diego nel mio Cuore (1953-1954) - Collezione Privata
- Autoritratto con Stalin (o Frida e Stalin) (1954 circa) - Museo de Frida Kahlo, Città del Messico
- Il cerchio (1954 circa) - Museo Dolores Olmedo Patiño, Città del Messico
- Il marxismo guarirà gli infermi (1954 circa) - Museo de Frida Kahlo, Città del Messico
- Viva la vida (1954 circa) - Museo de Frida Kahlo, Città del Messico

## Influenza culturale
Frida Kahlo è stata la prima donna latinoamericana a venire ritratta su un francobollo degli Stati Uniti, emesso il 21 giugno 2001. L'immagine scelta è un autoritratto dell'artista eseguito nel 1933.
La vita di Frida Kahlo è stata raccontata in due film:
- Frida, Naturaleza Viva (1986), diretto da Paul Leduc e interpretato da Ofelia Medina.
- Frida (2002), tratto dalla biografia scritta da Hayden Herrera, diretto da Julie Taymor e interpretato da Salma Hayek, che proprio grazie a questo film ha ricevuto una nomination all'Oscar come miglior attrice ed ha raggiunto il grande successo. Il film è stato presentato alla Mostra del Cinema di Venezia nel 2002.

E in numerosi documentari:
- Evocación de Frida di Manuel Michel (1960)
- Frida Kahlo di Marcela Fernández Violante (1971)
- The Life and Death of Frida Kahlo di David e Karen Crommie (1976)
- Frida Kahlo di Roberto Guerra, Elia Hershon, Wibke von Bonin (1982)
- Frida Kahlo & Tina Modotti di Peter Wollen e Laura Mulvey (1983)
- Great Women Artists: Frida Kahlo di Dominique Mougenot (2000)
- Viva la Frida! di André Leduc (2001)
- The Life and Times of Frida Kahlo di Amy Stechler (2004)
- Frida Maestra, el arte al encuentro de la vida di Luisa Riley (2005)
- Siglo con Frida: Frida Kahlo, Un Homenaje nacional della Canal 22 Televisión Metropolitana (2007)
- Frida - Viva la vida (docufilm) regia di Gianni Troilo, sceneggiatura Jacopo Magri e Marco Pisoni (2019)

Una versione animata di Frida appare nel film Disney Pixar Coco, dove è una regista coreografa che prepara eccentrici spettacoli nel mondo dei morti e aiuta il piccolo Miguel e la sua famiglia.
Nel 2019 le viene dedicata la canzone "La casa azul" di Marco Mengoni e Adriano Celentano.
Un monologo teatrale su Frida Kahlo (scritto da Maura Polito) è interpretato da Graziella Tufo.